# Husinec (district de Prague-Est)
Pour les articles homonymes, voir Husinec.
Husinec (en allemand : Husinetz) est une commune du district de Prague-Est, dans la région de Bohême-Centrale, en Tchéquie. Sa population s'élevait à 1 510 habitants en 2020.

## Géographie
Husinec se trouve à 2,3 km au nord-ouest de Roztoky et à 10 km au nord-nord-est du centre de Prague.
La commune est limitée par Libčice nad Vltavou au nord-ouest et au nord, par Větrušice au nord, par Klecany à l'est, et par Roztoky au sud-ouest.

## Histoire
La première mention écrite de la localité date de 1227.

## Administration
La commune se compose de deux quartiers :
- Husinec
- Řež

## Transports
Par la route, Husinec se trouve à 28 km de Roztoky et à 22 km du centre de Prague.